# Cristian Wariu
Cristian Wariu Tseremey'wa (Vale do Araguaia) é um fotógrafo, designer gráfico, podcaster, youtuber e tiktoker brasileiro indígena pertencento ao povo xavante.
Ele usa a internet como ferramenta para desmistificar ideias preconceituosas e estereotipadas sobre os povos indígenas. Cristian é filho de um líder indígena xavante, sempre residiu em cidades pequenas próximas às aldeias de sua nação e desde muito cedo teve que exercer a função de comunicador. Seu pai exerceu a função de presidente da Federação dos Povos e Organizações Indígenas de Mato Grosso.